# Оржиця (зупинний пункт)
О́ржиця — пасажирський залізничний зупинний пункт Шевченківської дирекції Одеської залізниці на неелектрифікованій  лінії Оржиця — Золотоноша I між станціями Гребінка (4 км) та Драбове-Барятинське (18 км). Розташований в селі Оржиця Лубенського району Полтавської області.

## Пасажирське сполучення
Приміське сполучення здійснюється дизель-поїздами сполученням Гребінка — Імені Тараса Шевченка, що прямують через станцію Черкаси. На станції  Гребінка, до якої лише одна зупинка, є можливість здійснити узгоджену пересадку на приміські електропоїзди до Полтави та Києва.